# Sulina

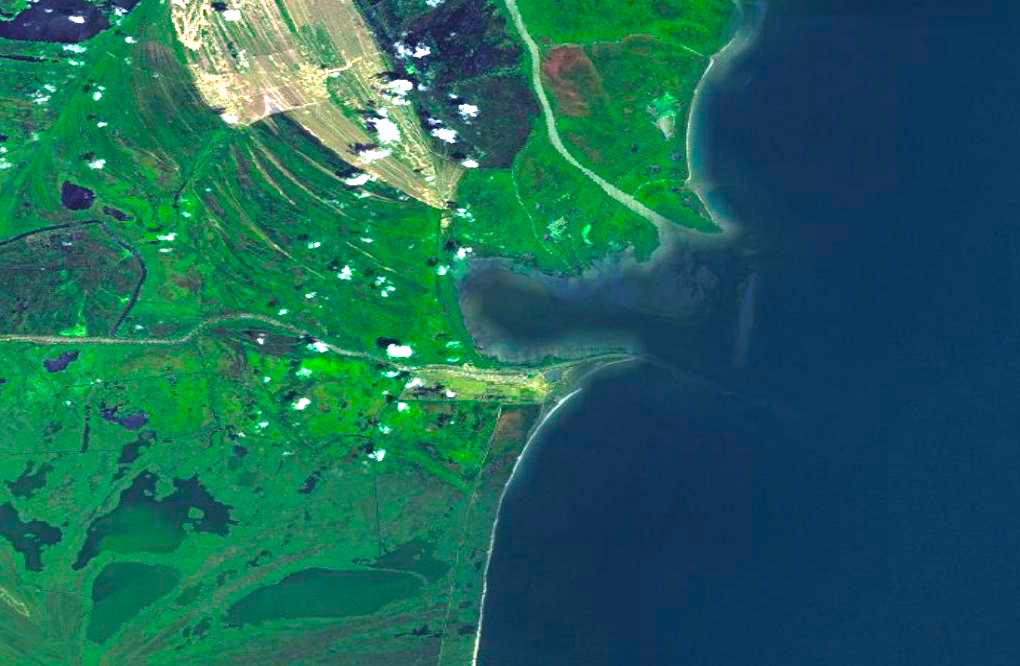
Zdjęcie satelitarne

Sulina – miasto w Rumunii, w okręgu Tulcza, w regionie Dobrudży. Miasto leży u ujścia jednej z odnóg Dunaju o tej samej nazwie. Według danych szacunkowych na rok 2011 liczy 3663 mieszkańców.
W mieście znajduje się latarnia morska, cerkiew i cmentarz osób związanych z morzem. Sulina jest najbardziej wysuniętym na wschód miastem Rumunii i największą po Tulczy miejscowości w delcie Dunaju. Sulina nie jest bezpośrednio połączona z rumuńską siecią drogową i można do niej dotrzeć tylko drogą wodną, zarówno po Dunaju, jak i po Morzu Czarnym.
W mieście rozwinął się przemysł stoczniowy oraz rybny.